# Solanum monachophyllum
Solanum monachophyllum là loài thực vật có hoa trong họ Cà. Loài này được Dunal miêu tả khoa học lần đầu tiên vào năm 1816.